# 겨울이야기 (2004년 영화)
《겨울이야기》는 2001년에 사전 제작 녹화되어 3년 후 2004년에 개봉한 대한민국의 영화이며 신상옥 감독 작품이다.

## 캐스팅
- 신구 : 김 노인 역
- 김지숙 : 김 노인의 며느리 역
- 김선동 : 김 노인의 아들 역
- 문혁 : 김 노인의 손자 역
- 정영금 : 동창2 역